# Jordan Smith
Jordan Mackenzie Smith (Harlan, 4 de novembro de 1993) é um cantor norte-americano que ficou conhecido por participar da nona temporada do The Voice onde terminou como vencedor.

## Carreira
Filho de pais músicos, Jordan se interessou cedo pela música. Quando mais jovem, cantava e tocava no coral da igreja. Sua primeira aparição em público foi em um recital de piano.

### 2015:The Voice
Sua primeira performance no programa com a música Chandelier de Sia fez com que os quatro jurados virassem suas cadeiras e Jordan escolheu Adam Levine como seu técnico. Na rodada de batalhas cantou "Like I Can" com Regina Love e avançou. Nos knockouts venceu Viktor Kiraly apresentando Set Fire to the Rain. No decorrer da fase de apresentações ao vivo, Jordan colocou três canções em número 1 no iTunes e na final do programa, teve as três  apresentações no Top 10 sendo o primeiro participante a conseguir esse feito no reality.
     – Versão em estúdio da performance atingiu o Top 10 do iTunes
| The Voice performances                   | The Voice performances                     | The Voice performances | The Voice performances                          | The Voice performances |
| Episódio                                 | Canção                                     | Ordem                  | Notas                                           |                        |
| ---------------------------------------- | ------------------------------------------ | ---------------------- | ----------------------------------------------- | ---------------------- |
| Blind Auditions (21 de setembro)         | "Chandelier"                               | 1.6                    | Todas as cadeiras viradas. Escolheu o Team Adam |                        |
| Battle Rounds – Top 48 (12 de outubro)   | "Like I Can" (vs. Regina Love)             | 7.1                    | Salvo pelo técnico                              |                        |
| Knockout Rounds – Top 32 (26 de outubro) | "Set Fire to the Rain" (vs. Viktor Király) | 11.6                   | Salvo pelo técnico                              |                        |
| Live Playoffs – Top 24 (9 de novembro)   | "Halo"                                     | 15.12                  | Salvo pelo voto do público                      |                        |
| Live Top 12 (16 de novembro)             | "Great Is Thy Faithfulness"                | 18.11                  | Salvo pelo voto do público                      |                        |
| Live Top 11 (23 de novembro)             | "Who You Are"                              | 20.9                   | Salvo pelo voto do público                      |                        |
| Live Top 10 (30 de novembro)             | "Hallelujah"                               | 22.7                   | Salvo pelo voto do público                      |                        |
| Semifinals – Top 9 (7 de dezembro)       | "Somebody to Love"                         | 24.9                   | Salvo pelo voto do público                      |                        |
| Finale (14 de dezembro)                  | "Climb Every Mountain"                     | 26.1                   | Vencedor                                        |                        |
| Finale (14 de dezembro)                  | "God Only Knows" (com Adam Levine),        | 26.5                   | Vencedor                                        |                        |
| Finale (14 de dezembro)                  | "Mary, Did You Know?"                      | 26.11                  | Vencedor                                        |                        |

| Apresentações não competitivas                 | Apresentações não competitivas                                                               | Apresentações não competitivas |
| Episódio (data de transmissão)                 | Canção                                                                                       | Ordem                          |
| ---------------------------------------------- | -------------------------------------------------------------------------------------------- | ------------------------------ |
| Live Playoffs Results (11 de novembro de 2015) | "Diamonds" (com Amy Vachal, Blaine Mitchell, Chance Peña, Keith Semple e Shelby Brown)       | 17.5                           |
| Live Top 11 Results (24 de novembro de 2015)   | "Wouldn't It Be Nice" (com Adam Levine, Amy Vachal e Shelby Brown)                           | 21.3                           |
| Finale (15 de dezembro de 2015)                | "Lean On" (Top 24)                                                                           | 27.1                           |
| Finale (15 de dezembro de 2015)                | "Without You" (com Usher)                                                                    | 27.8                           |
| Finale (15 de dezembro de 2015)                | "Any Way You Want It" (com Amy Vachal, Evan McKeel, Korin Bukowski, Mark Hood e Regina Love) | 27.13                          |
| Finale (15 de dezembro de 2015)                | "Climb Every Mountain" (Encerramento)                                                        | 27.16                          |

## Discografia

### Álbuns
| Ano  | Detalhes do disco                                                                                                   | Melhores posições | Melhores posições | Vendas       |
| Ano  | Detalhes do disco                                                                                                   | US                | CAN               | Vendas       |
| ---- | --- | ----------------- | ----------------- | ------------ |
| 2016 | Something Beautiful - Lançamento: 18 de março de 2016 - Formato: CD, Download digital - Gravadora: Republic Records | 2                 | —                 | - US: 52.000 |

### Singles
| Ano  | Canção               | Álbum               |
| ---- | -------------------- | ------------------- |
| 2016 | "Stand In The Light" | Something Beautiful |

### Álbuns doThe Voice
| Título                                                    | Detalhes do álbum                                                                              | Melhores posições | Melhores posições | Vendas       |
| Título                                                    | Detalhes do álbum                                                                              | US                | CAN               | Vendas       |
| --------------------------------------------------------- | ---------------------------------------------------------------------------------------------- | ----------------- | ----------------- | ------------ |
| The Voice: Jordan Smith: The Complete Season 9 Collection | - Lançamento: 15 de dezembro de 2015 - Gravadora: Republic Records - Formato: download digital | 11                | 48                | - US: 48,000 |

### Singles doThe Voice
| Título                             | Ano  | Melhores posições | Melhores posições | Vendas        |
| Título                             | Ano  | US                | CAN               | Vendas        |
| ---------------------------------- | ---- | ----------------- | ----------------- | ------------- |
| "Halo"                             | 2015 | 88                | –                 | –             |
| "Great Is Thy Faithfulness"        | 2015 | 30                | 17                | - US: 138,000 |
| "Hallelujah"                       | 2015 | 61                | 30                | - US: 68,000  |
| "Somebody to Love"                 | 2015 | 21                | 4                 | - US: 164,000 |
| "Mary, Did You Know?"              | 2015 | 24                | 7                 | - US: 161,000 |
| "Climb Every Mountain"             | 2015 | 72                | 46                | - US: 67,000  |
| "God Only Knows" (com Adam Levine) | 2015 | 90                | 43                | - US: 50,000  |